# موريس رينو (مغني)
موريس رينو (بالفرنسية: Maurice Renaud)‏ هو مغني ومغني أوبرا فرنسي، ولد في 24 يوليو 1861 في بوردو في فرنسا، وتوفي في 16 أكتوبر 1933 في باريس في فرنسا.

## وصلات خارجية
- موريس رينو على موقع ميوزك برينز (الإنجليزية)